# Joseph Marie Trinh-nhu-Khuê
Joseph-Marie Trịnh Như Khuê (11 de dezembro de 1898 - 27 de novembro de 1978) foi o primeiro cardeal vietnamita da Igreja Católica. Ele serviu como arcebispo de Hanói de 1960 até sua morte, tendo anteriormente servido como vigário apostólico, e foi elevado ao cardinalato em 1976.

## Biografia
Khue nasceu em Trang-Due , e ordenado ao sacerdócio em 1 de Abril de 1932. Em 18 de abril de 1950, ele foi nomeado Vigário Apostólico de Hanoi e Bispo titular de Synaus pelo Papa Pio XII . Khuê recebeu sua consagração episcopal no dia 15 de agosto seguinte do Bispo Thaddée Le Huu Tu , OCist , com os Bispos Francisco Gómez de Santiago , OP , e Pierre Pham-Ngoc-Chi servindo como co-consagradores , na Catedral de Hanoi. Ele foi posteriormente elevado ao posto deArcebispo Metropolitano sobre a elevação de seu vicariato a uma sé metropolitana em 24 de novembro de 1960.
O arcebispo foi reservado como cardeal in pectore pelo papa Paulo VI quando o consistório foi anunciado em 28 de abril de 1976, e foi publicado e criado Cardeal Sacerdote de S. Francesco di Paola ai Monti no consistório em 24 de maio do mesmo ano. Khue compareceu ao consistório com as vestes roxas de um bispo, porque ele não teve tempo de pegar os vermelhos. Ele foi o primeiro cardeal a ser oriundo do Vietnã e foi também um dos cardeais eleitores que participaram dos conclaves de agosto e outubro de 1978 , que selecionaram os papas João Paulo I eJoão Paulo II, respectivamente.
O cardeal Khuê morreu em Hanói, aos 79 anos; ele havia sido o líder eclesiástico de Hanói durante vinte e oito anos. Ele está enterrado na catedral metropolitana de St. Joseph, Hà Nội.